# Заренчук, Мария Васильевна
Мария Васильевна Заренчук — советский хозяйственный деятель, Герой Социалистического Труда.

## Биография
Родилась в 1915 году в Подольской губернии. Член КПСС.
В 1927—1940 — батрачка у польских помещиков.
В 1940—1970 — звеньевая, в 1970—1990 — председатель женского совета колхоза «Перше травня» Снятынского района Ивано-Франковской области.
Указом Президиума Верховного Совета СССР от 23 июня 1966 года присвоено звание Героя Социалистического Труда с вручением ордена Ленина и золотой медали «Серп и Молот».
Делегат XXIII съезда КПСС.
Жила в Снятынском районе.

## Награды и звания
- Герой Социалистического Труда (23.06.1966)
- Орден Ленина (26.02.1958, 23.06.1966)
- Орден Трудового Красного Знамени (23.01.1948)